# Ray Bolger
Ray Bolger, nome artístico de Raymond Wallace Bolger (Boston, 10 de janeiro de 1904 - Los Angeles, 15 de janeiro de 1987) foi um ator e dançarino irlandês-norteamericano. Participou como espantalho no filme Mágico de Oz (1939).

## Biografia
Nascido Raymond Wallace Bolger, filho de pais irlandeses católicos, mas nasceu no estado estadunidense de Massachusetts (Estados Unidos). Quando jovem assistiu uma apresentação de Vaudeville e a partir dai sentiu vontade de seguir a carreira artística. E também iniciou sua carreira como dançarino.
Semelhante ao cantor e ator Gene Kelly, Bolger além de ator também cantava e dançava. Seu primeiro papel como cantor e dançarino foi no filme Sweethearts (1938).

Em 1926 dançou no NewYork City's Palace Theatre, o mais importante teatro de Vaudeville do país. A partir de 1930, ganhou muitos papéis importantes na Broadway, devido a seu corpo flexível e sua capacidade de movimentação e improvisação.

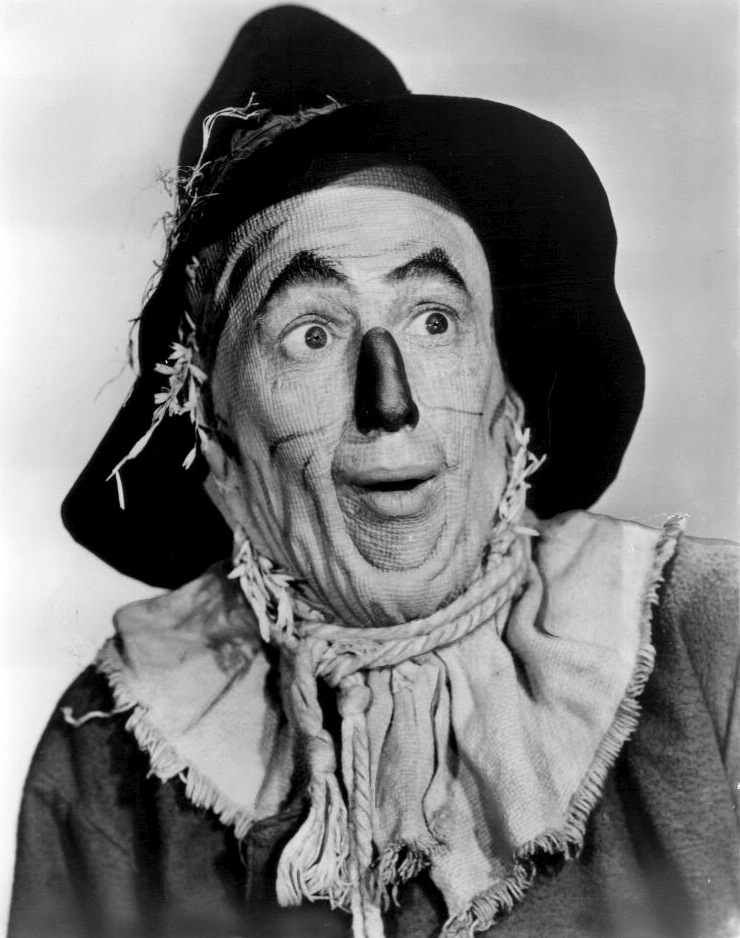
Como Espantalho no filme The Wizard of Oz (1939), seu mais famoso papel

Em 1936 assinou contrato com a MGM. Seu primeiro papel foi em 1936 interpretando ele mesmo no filme The Great Ziegfeld. No ano seguinte interpretou junto com Eleanor Powell na comédia romântica Rosalie. Em 1938 foi o primeiro papel como cantor e dançarino em Sweethearts, onde interpretou o "sapatos de madeira" junto a cantora soprano e atriz Jeanette MacDonald.
Seu papel mais conhecido foi em 1939 como um espantalho em Mágico de Oz. Ele havia sido escalado como o homem de lata, Tin Woodsman, mas estava insatisfeito com o papel e conseguiu trocar para o Espantalho.
Logo após finalizar o filme, ele mudou de estúdio. Em 1946, gravou um álbum infantil, The Churkendoose. Bolger participou de produções da Disney, teve seu próprio programa de televisão, além de participar em outros programas e na Broadway. Foi casado por 53 anos (até sua morte) com Gwendolyn Rickard. O ator morreu em 1987 de câncer na Bexiga aos 83 anos. Encontra-se sepultado no Holy Cross Cemetery, Culver City, Condado de Los Angeles, Califórnia nos Estados Unidos.

## Filmografia
- 1985 - That's Dancing!

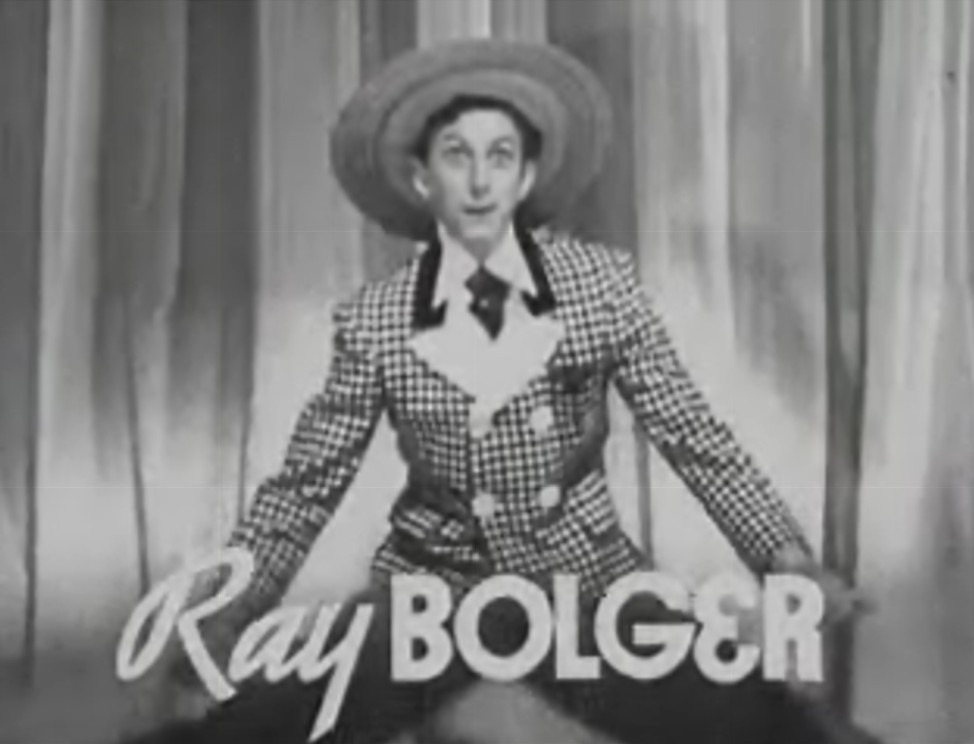
The Great Ziegfeld (1936)

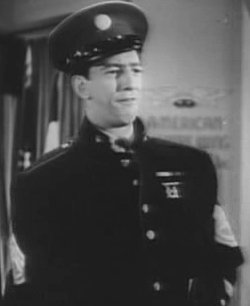
Ray Bolger em Stage Door Canteen (1943).

- 1983 - Peter and the Magic Egg (TV) (voice)
- 1982 - Annie
- 1979 - The Runner Stumbles
- 1979 - Just You and Me, Kid
- 1979 - Heaven Only Knows (TV)
- 1978 - Three on a Date (TV)
- 1976 - The Entertainer (TV)
- 1966 - The Daydreamer
- 1961 - Babes in Toyland
- 1955 - The Big Time (TV)
- 1952 - April in Paris
- 1952 - Where's Charley?
- 1949 - Look for the Silver Lining
- 1946 - The Harvey Girls
- 1943 - Stage Door Canteen
- 1943 - Forever and a Day
- 1942 - Four Jacks and a Jill
- 1941 - Sunny
- 1939 - The Wizard of Oz
- 1938 - Sweethearts
- 1938 - The Girl of the Golden West
- 1937 - Rosalie
- 1936 - The Great Ziegfeld
- 1926 - Carrie of the Chorus: The Berth Mark